# 千秋太后 (電視劇)
《千秋太后》（韓語：천추태후）是於2009年播放的KBS大河劇，以高麗王朝初年的獻哀王后的生平為主軸而編寫的電視劇。本劇播畢後，由KBS週末特別計劃連續劇《熱血生意人》接檔，直至2010年才再度重啟大河劇時段。台灣MOD龍華戲劇台於2012年底以HD高畫質首播。

## 人物——演员

### 主要角色
- 献哀王后皇甫秀（千秋太后）—蔡时那（少年：金昭誾）
- 金致阳—金锡勋（少年：南裕铉）
- 康兆—崔宰诚
- 姜邯赞—李德华

### 高麗王室

#### 君王
- 高丽太祖——赵明男
- 高丽光宗——郑承宇
- 高麗景宗王伷——崔哲浩（少年：車雄基）
- 高麗成宗王治——金明樹（少年：崔宇革）
- 高麗穆宗王讼——李準（少年：朴智彬）
- 高麗顯宗王詢——金智勳（少年：金振宇、姜守汉、崔秀汉）

#### 王族
- 神静王太后皇甫氏——潘曉靜
- 王郁（高麗安宗）——金浩镇
- 忠州宫主——张熙秀
- 大穆王后皇甫氏——李英雅（客串）
- 献肃王后——梁银容
- 献懿王后刘氏——崔永完
- 献贞王后皇甫雪——申爱（少年：朴恩斌）
- 文德王后劉氏——李賢卿（少年：白聖熙）
- 文和王后金芙蓉——文晶熙（少年：金珉志）
- 延昌宮夫人崔氏——金胤熙
- 宣正王后劉氏——李仁譓（少年：韓寶貝）
- 金密花（邀石宅宮人 金氏）——李泰林
- 黄州小君金氏——白敏贤（少年：崔基珠）
- 元貞王后金氏——朴詩恩（少年：李羅慧）
- 元成王后——鄭涵妃
- 元惠王后——朴惠彬
- 元平王后——郑仁书

### 大臣
- 徐熙——任革
- 李知白——全茂松
- 李谦宜——元锡渊
- 崔暹——李基烈
- 金元崇——金炳基
- 崔亮——金宗契
- 金审言——朴智一
- 赵善——吳旭哲
- 李阳——赵丙琨
- 薛神佑——李峻雨
- 崔知梦——全升驩
- 朴良柔——孟浩林
- 韩彦恭——任秉基
- 韩蔺卿——金永善
- 崔沆——金河均
- 蔡忠顺——金孝源
- 皇甫俞义——金周荣
- 金殷傅——黄凡式
- 崔元信——裴道焕
- 崔肃——赵鼎国
- 文仁渭——金景用
- 李鉉雲——崔準容
- 大道秀——崔东洙
- 庾方——李元发
- 金训——朴喆浩
- 崔质——崔完顺
- 尹庶颜——全炳玉
- 杨规——洪日权
- 金叔兴——洪成浩
- 河拱辰——李秉旭
- 智蔡文——全广镇
- 姜民瞻——金柱皓
- 金宗铉——李日载
- 卓思政——郑义可
- 崔士威——崔五植
- 柳宗——张顺国
- 安霸——柳种根
- 卢顗——朴震亨

### 明福宫
- 天香妃——洪仁永（少年：金睿媛）
- 雪花——金美罗
- 李洙正——金炳春
- 尹尚宫——安海淑
- 秀丽——金海银

### 其他人物
- 沙诃门——金炯珉
- 沙逸罗——李倸英
- 张命吉——高圭弼
- 李朴乭——韩诗勋
- 庾行簡——朴鎮宇
- 刘忠正——罗景民
- 李周祯——金钟国
- 康信——闵智宇
- 高显——郑镇
- 内官——郑承佑
- 赵斗——姜信祚
- 赵尚宫——智宗银
- 金尚宫——赵明熙
- 金融大——权赫浩
- 李蒙戩——郑东圭
- 张荣——黄尹杰
- 王承——宋今植
- 镇官——朴炳浩
- 毛佛罗——宋龙台
- 地主——吴成烈
- 瓷器所村长——朴钟燮
- 元宗奭——金龙宪
- 御医——许孟浩
- 御医——吴吉朱
- 酋长—— 韩泰日
- 村长——高仁範
- 上将军——李禹锡
- 西京总管——李正成
- 御医——罗载均
- 素花——赵素英
- 女真士兵——林在根
- 杨规老人——柳淳喆
- 金缜——白珉铉
- 国子监代表——金度成
- 副官——徐长锡
- 将军——许印九
- 金幸——李晋锡
- 金缜——崔棋主
- 宋朝兵部尚书——俞丙浚

### 遼國
- 萧太后——沈慧珍
- 辽圣宗耶律隆绪——张东稷（少年：吴建宇）
- 萧刹利（萧逊宁之女）——劉浩琳
- 韓德讓——李珍雨
- 萧排押——郑兴采
- 萧逊宁——池大翰
- 耶律敌烈——金明国
- 耶律的琭——尹溶铉
- 耶律盆奴——金圣铉
- 耶律无忌——李汉率
- 耶律楚——严哲浩
- 雪梅——李言廷
- 首奴——罗宗秀
- 毒烟——李银贞
- 士良——朴廷敏
- 耶律无忌副官——林赈泽
- 耶律楚副官——徐圣河
- 护卫武士——权多贤
- 康信副官——申瑀澈

## 外部連結
- 韓國KBS（页面存档备份，存于）

| KBS 2TV 大河劇                             | KBS 2TV 大河劇                                                                                               | KBS 2TV 大河劇 |
| ------------------------------------------ | --- | -------------- |
|                                            | 千秋太后 （2009年1月3日 - 2009年9月27日）                                                                    |                |
| 大王世宗 （2008年1月5日 - 2008年11月16日） | 週末特別企劃 熱血生意人 （2009年10月10日 - 2009年12月13日）大河劇 近肖古王 （2010年11月6日 - 2011年5月29日） |                |

| 臺灣 MOD龍華戲劇台                           | 臺灣 MOD龍華戲劇台                         | 臺灣 MOD龍華戲劇台 |
| -------------------------------------------- | ------------------------------------------ | ------------------ |
|                                              | 千秋太后 （2012年12月1日 - 2013年4月20日） |                    |
| 王女自鳴鼓 （2012年11月3日 - 2012年12月1日） | 新施公案 （2013年4月21日 - 2013年5月26日） |                    |